# Fritz Panhorst
Fritz Panhorst (* 25. Oktober 1915 in Berlin; † 2. Mai 1971) war ein deutscher Politiker der CDU.

## Ausbildung und Beruf
Fritz Panhorst besuchte das Realgymnasium, an dem er das Abitur erlangte. Zum 1. September 1933 trat er der SA bei. 1934 leistete er den Arbeitsdienst ab. Er belegte ein Studium der Rechtswissenschaft und legte 1938 das 1. juristisches Staatsexamen ab. Seine berufliche Weiterentwicklung wurde durch den Kriegsdienst und die Gefangenschaft von 1938 bis 1946 unterbrochen. 1949 konnte Panhorst sein 2. juristisches Staatsexamen ablegen. Ab 1951 war er als Rechtsanwalt und Notar in Wanne-Eickel tätig.

## Politik
Fritz Panhorst war ab 1959 Mitglied der CDU. Ab März 1961 wurde er Ratsherr und Fraktionsvorsitzender der CDU in Wanne-Eickel. 1964 wurde er zum Bürgermeister von Wanne-Eickel gewählt. Er war ab 1961 Mitglied des Sparkassenrates der Städtischen Sparkasse Wanne-Eickel.
Fritz Panhorst war vom 25. Juli 1966 bis zum 25. Juli 1970 Mitglied des 6. Landtages von Nordrhein-Westfalen, in den er über die Landesliste einzog.